# Gottlob Wilhelm Morff
Gottlob Wilhelm Morff (* 14. November 1771 in Stuttgart Herzogtum Württemberg; † 5. April 1857 in Stuttgart Königreich Württemberg) war ein deutscher Hofmaler. Er galt als einer der besten Miniatur- und Porträtmaler seiner Zeit.

## Leben
Gottlob Wilhelm Morff ist der Sohn des Hofmalers Johann Jakob Morff (1738–1802) und seiner Ehefrau Magdalene Wilhelmine geb. Merck (1730–1791).
Gottlob Wilhelm Morff war zunächst Schüler seines Vaters, bevor er 1788 an der Hohen Karlsschule zur weiteren Ausbildung aufgenommen wurde. Morff wurde an der Karlsschule Schüler von Philipp Friedrich von Hetsch.
Von 1796 bis 1797 war Morff der Jüngere in Heilbronn ansässig. Von 1803 an war er in Salzburg. König Friedrich von Württemberg berief Morff 1812 an seinen Hof nach Stuttgart, wo Morff bedeutende Miniatur Malereien schuf, insbesondere auch verewigte er des Königs Konterfei auf zahlreichen Tabatieren.
Gottlob Morff schuf naturalistische Porträts von hoher Qualität. Seine langen und häufigen Sitzungen waren gefürchtet, dennoch porträtierte er viele Persönlichkeiten seiner Zeit.
Die Miniaturmalerin Sophie Pilgram (1808–1870), Schwester von Wilhelm Pilgram (1814–1889), war eine Schülerin von Morff.

## Bilder-Galerie

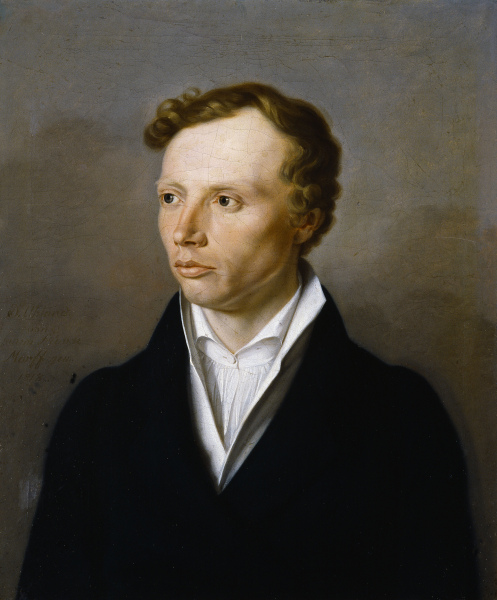
Ludwig Uhland, porträtiert von Gottlob Wilhelm Morff
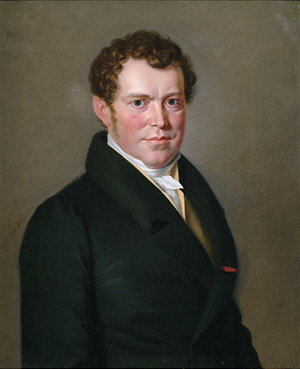
Johann Christoph Herdegen, porträtiert von Gottlob Wilhelm Morff
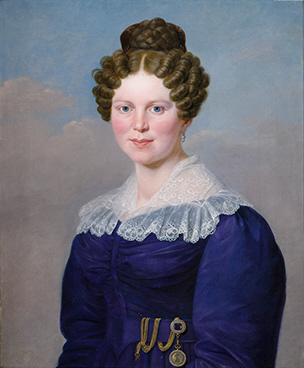
Katharine Rosine Herdegen, porträtiert von Gottlob Wilhelm Morff
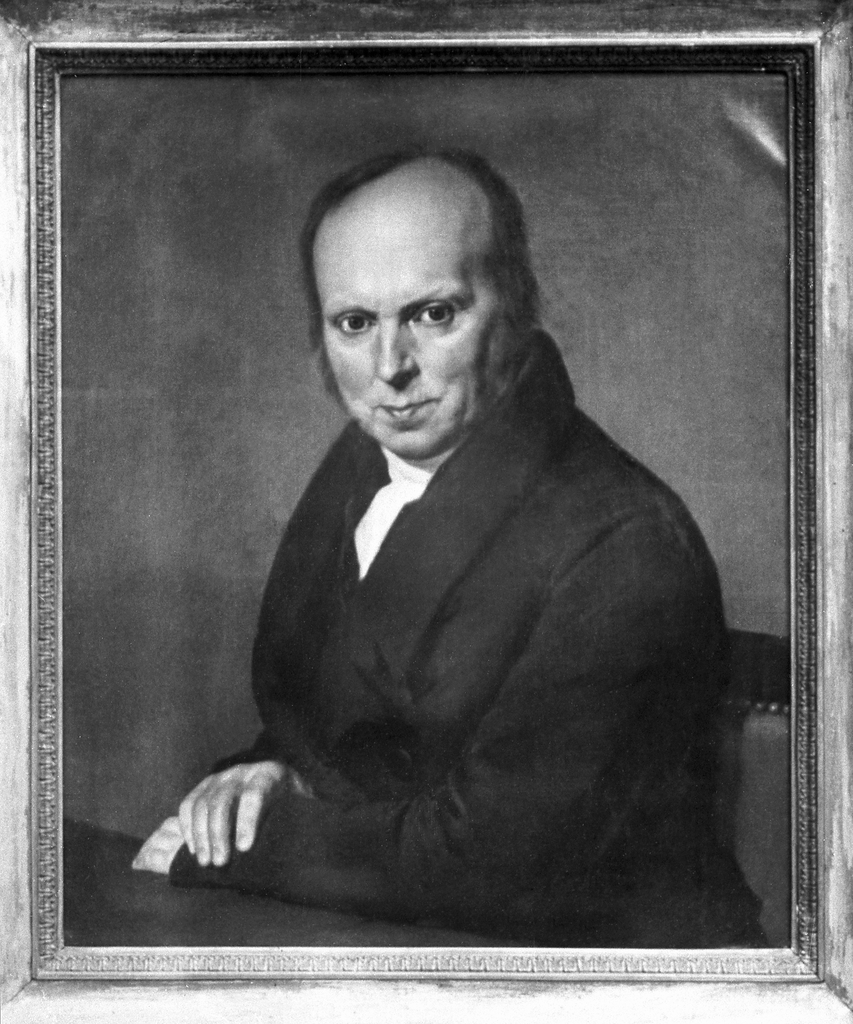
Gottlob Friedrich Haug, porträtiert von Gottlob Wilhelm Morff